# Cónclave de abril de 1555
El cónclave papal de abril de 1555 fue convocado tras la muerte del papa Julio III. En él fue elegido como sucesor el Cardenal Marcello Cervini, quien tomó el nombre de Marcelo II, siendo el último papa en la historia que conservó su nombre de pila.

## Divisiones en elSagrado Colegio
El Colegio de Cardenales se encontraba dividido en tres partidos que apoyaban a una persona:
- Partido Francés: reunía a los partidarios del rey Enrique II de Francia, encabezados por Carlos de Lorena-Guisa.
- Partido de Habsburgo: cardenales alineados con el emperador Carlos V, encabezados por el cardenal Juan Álvarez y Alva de Toledo.
- Partido italiano: grupo de cardenales italianos encabezados por Alejandro Farnesio, el cardenal nepote de Paulo III, sin conexiones directas con las principales potencias católicas: el Imperio de los Habsburgo y Francia.

## Elección de Marcelo II
Los cardenales presentes en Roma entraron al cónclave el 5 de abril. Inicialmente, se prepararon y suscribieron la capitulación cónclave, que fijó que el electo tenía la obligación de mantener la neutralidad en los conflictos europeos y se le prohibió llevar a cabo guerras contra los príncipes cristianos. A pesar de las divisiones existentes, los cardenales llegaron rápidamente a un consenso. El 9 de abril a las 11 horas, se eligió por aclamación al cardenal Marcelo Cervini. Fue propuesta por la facción francesa, que obtuvo también el apoyo de los cardenales de Habsburgo.
El 10 de abril por la mañana un examen formal se llevó a cabo para confirmar la elección. Cervini recibió todos los votos, excepto del suyo que había dado a Gian Pietro Carafa. Mantuvo su nombre de bautismo, y agregó sólo un número ordinal (Marcelo II). Ese mismo día, fue consagrado obispo de Roma por el cardenal Gian Pietro Carafa, obispo de Ostia y Velletri y Decano del Colegio de Cardenales, y coronado por el cardenal Francesco Pisani, protodiácono de San Marcos.